# David de la Cruz
David de la Cruz Melgarejo (født 6. maj 1989 i Sabadell) er en cykelrytter fra Spanien, der er på kontrakt hos Q36.5 Pro Cycling Team.